# استان چونگچونگ شمالی
استان چونگچونگ شمالی (به انگلیسی: Chungcheongbuk-do) (تلفظ کره‌ای: [tɕʰuŋ.tɕʰʌŋ]) یکی از ۹ استان کشور کره‌جنوبی است.